# Thór Akureyri
Le Þór Akureyri est un club islandais omnisports basé à Akureyri. Il compte quatre sections : football, basket-ball, handball et taekwondo.

## Historique
- 1915 : fondation du club sous le nom de Þór Akureyri
- 1928 : fusion avec le KA Akureyri en ÍBA Akureyri
- 1974 : révocation de la fusion, le club reprend le nom de Þór Akureyri

## Bilan sportif

### Palmarès
- Championnat d'Islande de football D2
  - Champion : 2001, 2012

- Championnat d'Islande de football D3
  - Champion : 1975

### Bilan européen
Légende
- Victoire ou qualification pour le tour suivant
- Match nul
- Défaite ou élimination de la compétition

Note : dans les résultats ci-dessous, le score du club est toujours donné en premier
| Saison    | Compétition  | Tour            | Club              | Domicile | Extérieur | Total |
| --------- | ------------ | --------------- | ----------------- | -------- | --------- | ----- |
| 2012-2013 | Ligue Europa | Premier tour Q  | Bohemian FC       | 5 - 1    | 0 - 0     | 5 - 1 |
| 2012-2013 | Ligue Europa | Deuxième tour Q | FK Mladá Boleslav | 0 - 1    | 0 - 3     | 0 - 4 |